# Théâtre du Vaudeville

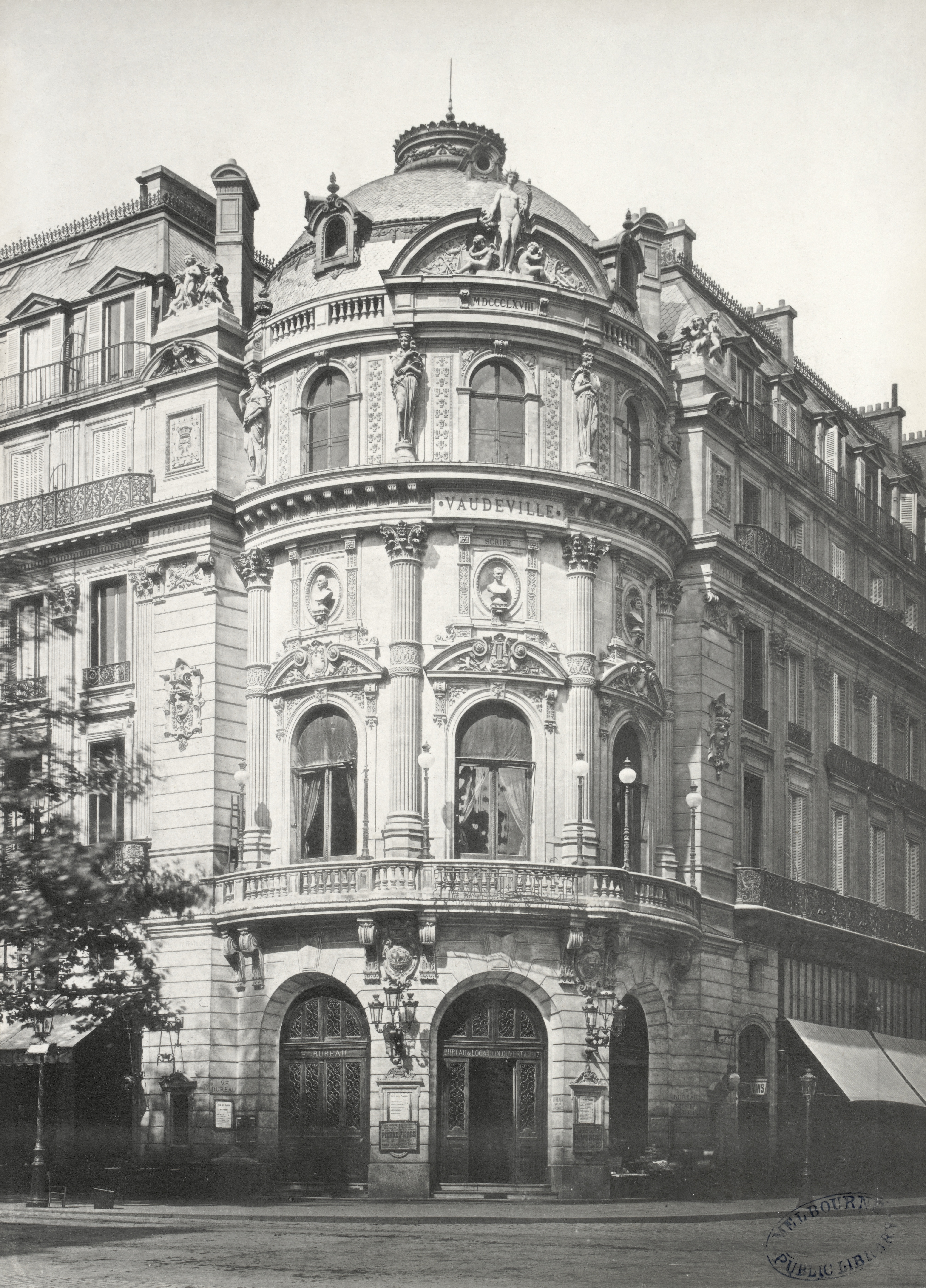
L'antico Théâtre du Vaudeville, boulevard des Capucines, fra il 1853 ed il 1870

Il Théâtre du Vaudeville è stata una sala per spettacoli parigina, oggi non più esistente, ubicata in luoghi differenti nel corso dei secoli.

## Storia

### 1792-1838
Il teatro venne aperto il 17 gennaio 1792 in rue de Chartres-Saint-Honoré (I arrondissement), nell'antico Vauxhall d'inverno (o Petit-Panthéon), una sala da ballo costruita dall'architetto Lenoir e sita su un suolo appartenuto all'ex-hôtel de Rambouillet negli anni 1770. I suoi direttori, Piis e Barré, vi facevano rappresentare, principalmente, « petites pièces mêlées de couplets sur des airs connus » (piccoli pezzi con versi implementati su arie conosciute), e vaudeville del loro repertorio. Nel 1794 Joseph-Denis Doche venne inserito nell'orchestra del Vaudeville e per molti anni ebbe l'incarico di orchestrare le partiture delle nuove opere. Nel 1799, dopo una lite, Piis lasciò l'associazione per fondare il théâtre des Troubadours.
Con l'avvento del Primo Impero vennero vietati i pezzi di satira politica. Barré torno quindi alle comédies de galeries, mettendo in scena lavori con personaggi storici. L'attrice Virginie Déjazet vi fece il suo debutto nel 1807 e Joseph-Denis Doche venne nominato a capo dell'orchestra del Vaudeville nel 1810. Sarà in seguito noto per le arie da lui composte per il teatro: se ne contano più di 500 fra le quali Fanchon la vielleuse, La Belle au bois dormant, etc. Barré venne sostituito, nel 1815, dall'attore e autore drammatico Marc-Antoine Desaugiers che recitò nelle prime opere di Eugène Scribe. Ma l'apertura del Théâtre du Gymnase Marie Bell nel 1820, privò il Vaudeville dei suoi migliori elementi, Desaugiers fu costretto a lasciare il campo, nel 1822, a favore di Cyprien Bérard. Ritornò nel 1825 ma morì poi nel 1827. Al suo posto andò il marchese de Guerchy e l'attore Bernard Léon e quindi, nel settembre 1829, Étienne Arago. La sua intensa attività (mise in scena più di trenta lavori all'anno, molti di questi scritti da lui stesso) permise al Vaudeville di rinnovare i passati successi. Durante i Trois Glorieuses il teatro venne ribattezzato Théâtre-National.

### 1838-1868
Dopo il devastante incendio avvenuto nella notte tra il 16 e il 17 luglio 1838, il Vaudeville si trasferì provvisoriamente al Gymnase, boulevard de Bonne-Nouvelle, prima di trasferirsi definitivamente a Place de la Bourse (II arrondissement) nell'antica sala del théâtre des Nouveautés, lasciata libera dalla compagnia dell'Opéra-Comique. In questa sala venne rappresentata per la prima volta, nel 1852, La Dame aux camélias di Alexandre Dumas (figlio). Per la prima volta, un lavoro teatrale ebbe più di cento rappresentazioni consecutive. 
Giuseppe Verdi, che assistette ad una delle rappresentazioni, ne prese il soggetto per la sua La traviata (1853). Eugène Labiche e Henri Meilhac vi rappresentarono alcune delle loro opere e Jules Verne, Onze jours de siège nel 1861. La sala venne demolita nel 1869.

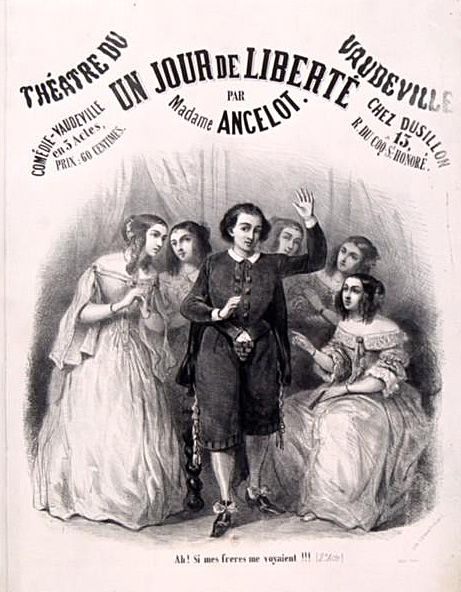
Un jour de liberté (1844)
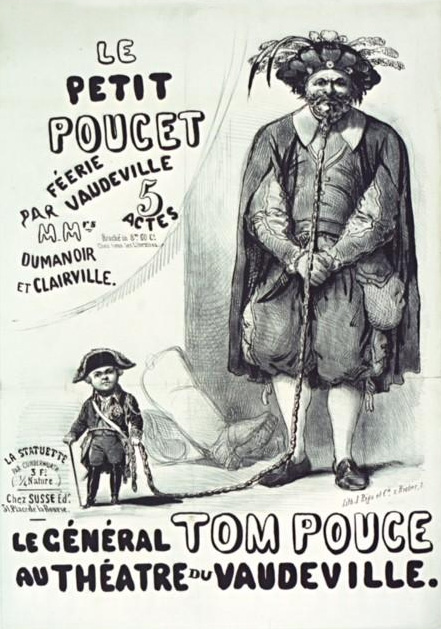
Le Petit Poucet / Le Général Tom Pouce (1845)
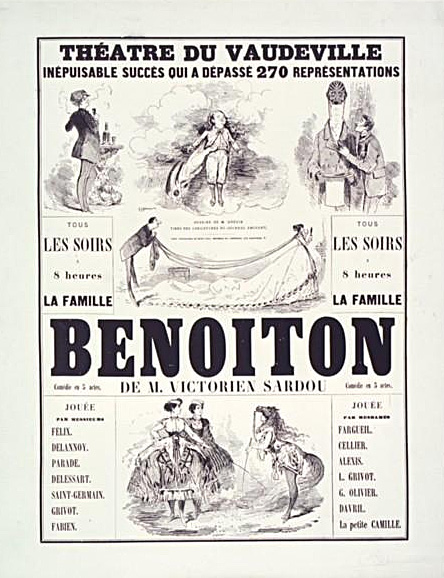
La Famille Benoiton (1865)

### Dal 1868 ai nostri giorni

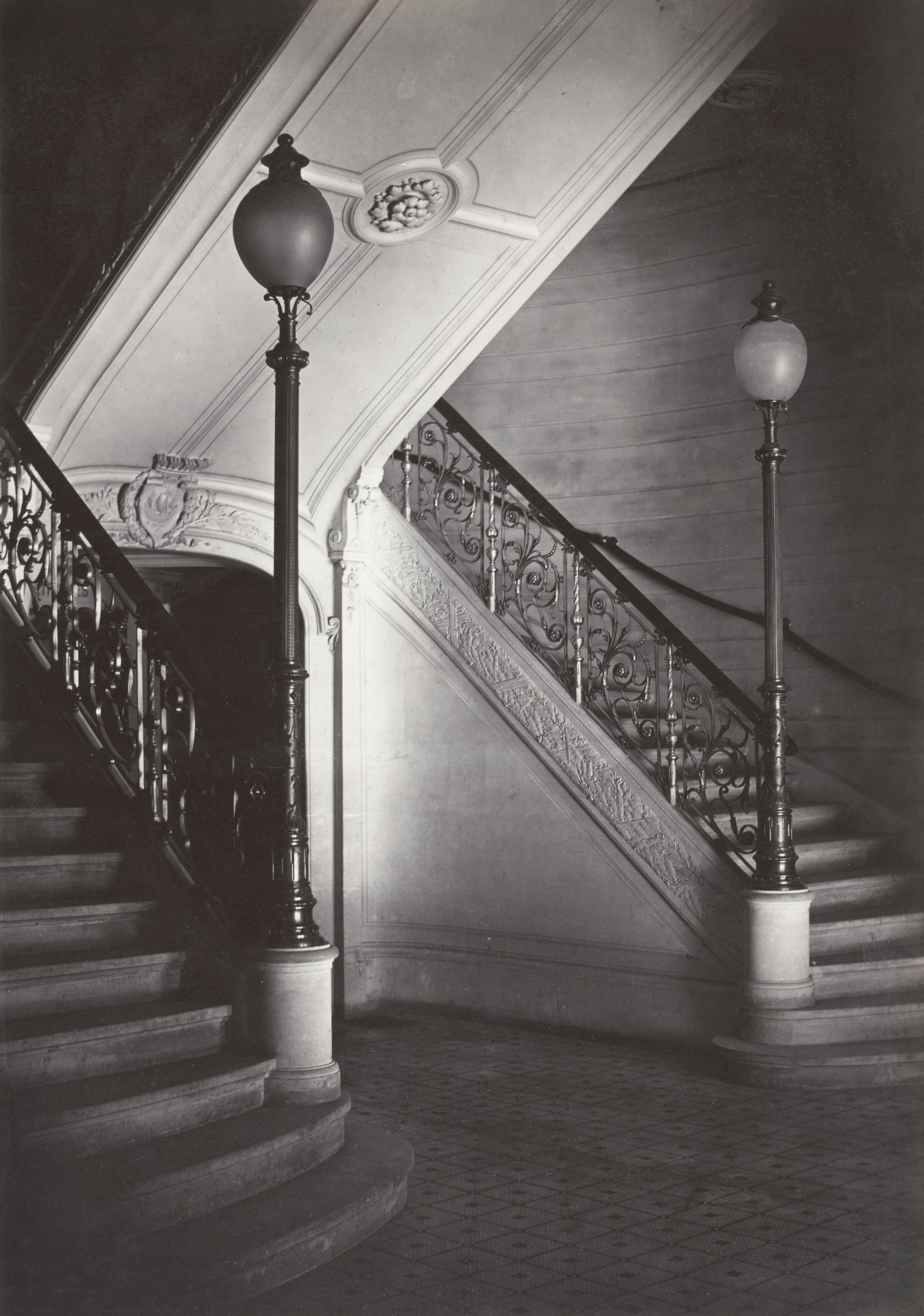
Scale del théâtre du Vaudeville, boulevard des Capucines, nel 1869.
Foto di Charles Marville.

Dal 1866 al 1868 venne costruito un nuovo théâtre du Vaudeville sul boulevard des Capucines, all'angolo con la rue de la Chaussée-d'Antin (IX arrondissement). Commissionato dalla municipalità di Parigi e progettato dall'architetto Auguste Magne sul luogo in cui sorgeva l'hôtel de Montmorency, presentava, al piano superiore, quattro cariatidi simboleggianti la Follia, la Commedia, la Satira e la Musica scolpite da Jules Salmson. La disposizione generale si ispirava direttamente alle facciate dei palazzi come era regola, a cavallo del secolo, per le facciate dei teatri e delle banche. L'esterno dell'edificio venne successivamente rivisto con l'aggiunta di una cupola ad angolo e l'inserimento di finestroni che vennero poi incorniciati da sei nuove cariatidi, progettate da un unico modello (ancora in loco), progettate da Jules Salmson (1823-1902). Il teatro ha un ingresso laterale al numero 3 di rue de la Chaussée d'Antin, realizzato dopo la costruzione dell'edificio e e legato ad una ristrutturazione. Composto da due porte gemelle, è sormontato da un Atlante e da due cariatidi.
Alla fine degli anni 1920, il teatro venne acquisito dalla Paramount. Dopo importanti lavori di ristrutturazione, venne trasformato in una sala cinematografica, capace di 1900 posti, inaugurata il 24 novembre 1927, esistente ancora oggi con il nome di Gaumont-Opéra.